# Armia Północnej Wirginii

Armia Północnej Wirginii (ang. Army of Northern Virginia) – główna siła militarna Skonfederowanych Stanów Ameryki na wschodnim froncie wojny secesyjnej. Najczęściej walczyła przeciwko unijnej Armii Potomaku.

## Dowódcy
Dowódcami Armii Północnej Wirginii byli:

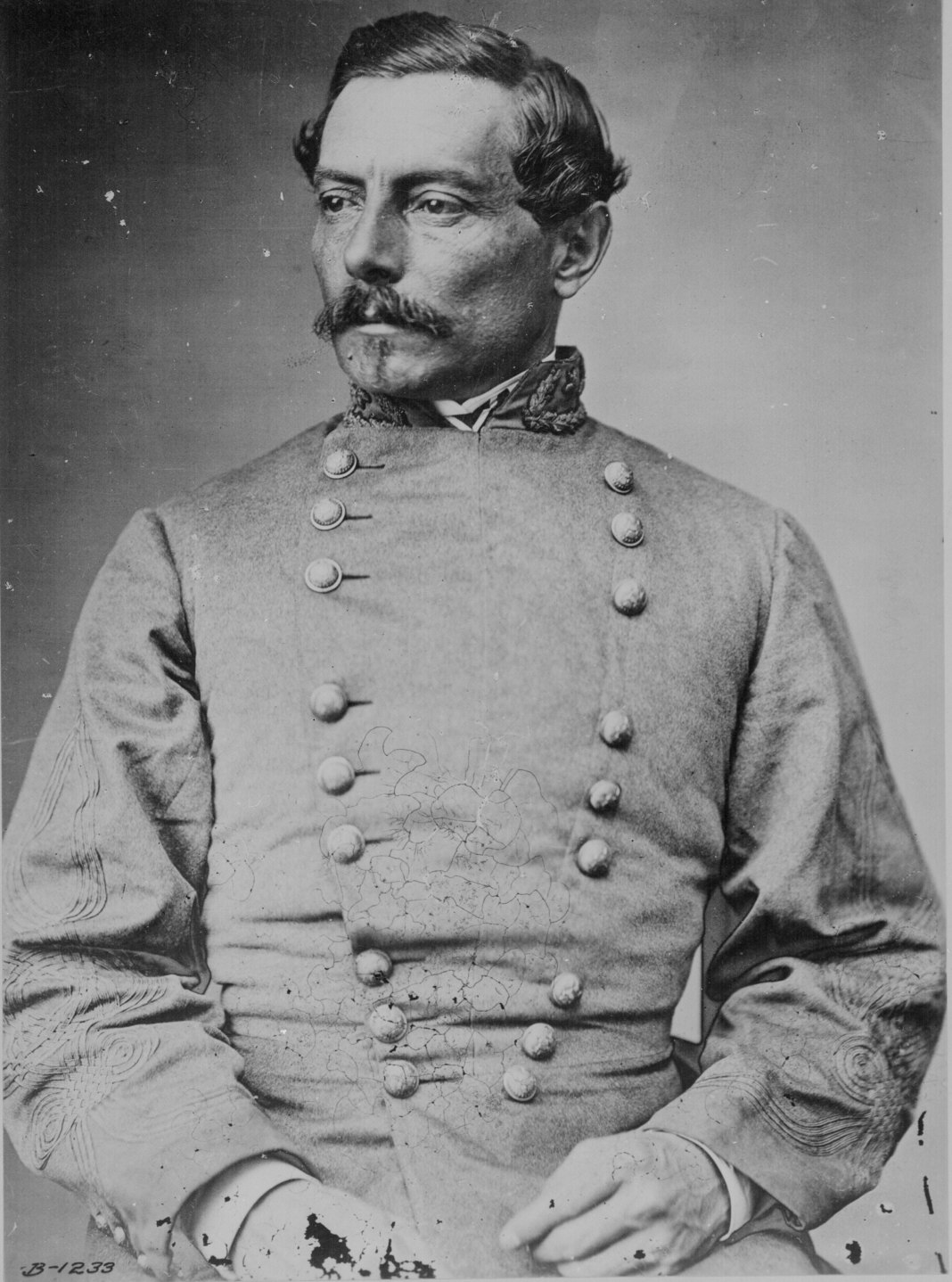
Pierre Beauregard
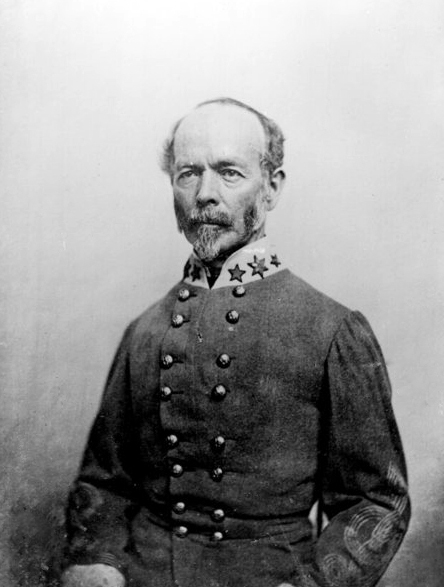
Joseph E. Johnston
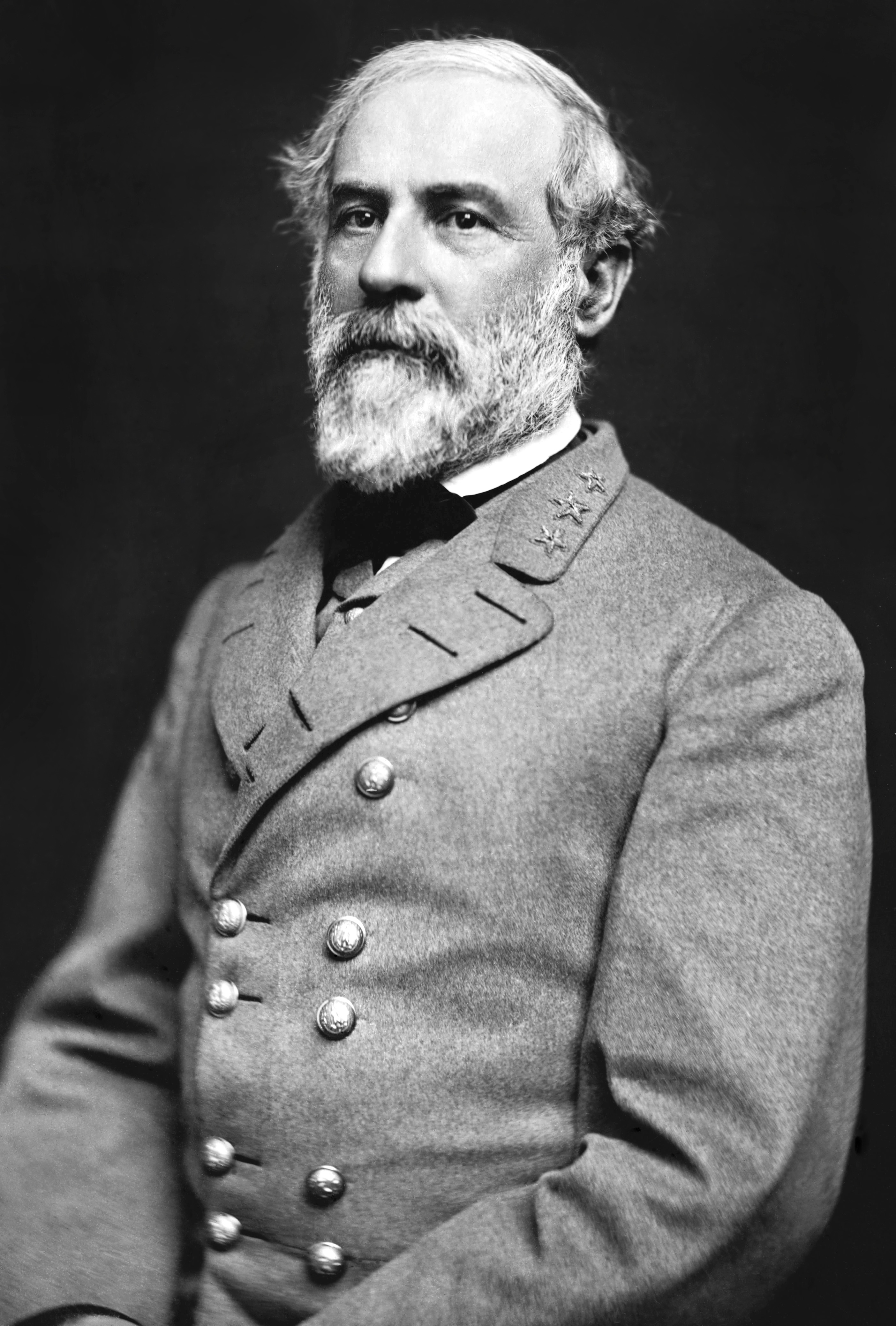
Robert E. Lee